# Barbara König (Schriftstellerin)

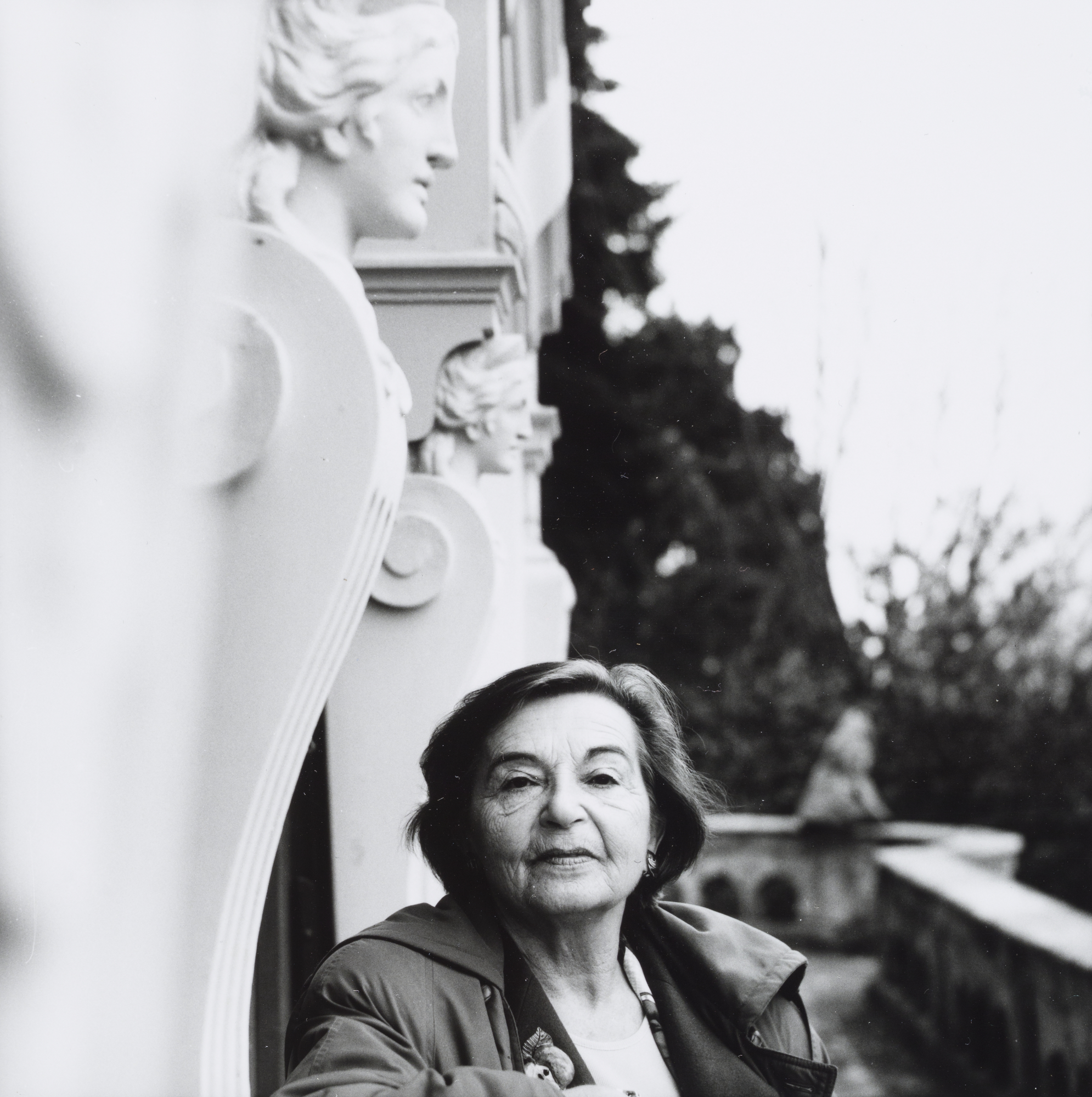
Barbara König in der Villa Waldberta, aufgenommen von Barbara Niggl Radloff (1995)

Barbara König (* 9. Oktober 1925 in Reichenberg, Tschechoslowakei; † 22. Oktober 2011 in Dießen am Ammersee, Bayern) war eine deutsche Schriftstellerin sowie Hörspiel- und Drehbuchautorin.

## Leben
Barbara König war deutsch-tschechisch-ungarischer Abstammung und wuchs zweisprachig in Reichenberg in Nordböhmen auf, wo sie ihr Abitur machte. Als sie sich in einen ukrainischen Arzt, der Deutsch lernen sollte, verliebte, kam sie 1944/45 für ein halbes Jahr in „Schutzhaft“ der Gestapo. Nach Kriegsende gelang es ihr, nach Bayern zu flüchten. Von 1947 bis 1950 war sie als Journalistin bei der Deutschen Nachrichtenagentur und bei der Neuen Zeitung tätig. 1950 nahm sie erstmals an einer Tagung der von Hans Werner Richter initiierten Gruppe 47 teil. An diesem einflussreichen Literaturkreis nahmen in den zwei Jahrzehnten seiner Existenz insgesamt nur wenige Frauen teil, zum Beispiel Ilse Aichinger, Ingeborg Bachmann, Ruth Rehmann oder Gabriele Wohmann. Ihre Erinnerungen an die Gruppe und Hans Werner Richter veröffentlichte König 1997 in ihrem Buch Hans Werner Richter. Notizen einer Freundschaft.  Mit einem Stipendium kam sie 1950 in die Vereinigten Staaten, wo sie ein Studium der Zeitungswissenschaften und Creative Writing aufnahm. Von 1951 bis 1953 war sie Redakteurin bei der Zeitschrift „kontakt“.
Barbara König war seit 1958 freie Schriftstellerin. 1975 hatte sie eine Gastdozentur an der University of Texas. Sie war Mitglied im PEN-Zentrum der Bundesrepublik Deutschland, ferner Mitglied der Akademie der Wissenschaften und der Literatur (1981–1984 Vizepräsidentin), der Bayerischen Akademie der Schönen Künste und der Sudetendeutschen Akademie der Wissenschaften und Künste. Sie lebte zuletzt in Dießen am Ammersee.

## Literarisches Schaffen
Barbara König schrieb Hörspiele, Essays und erzählende Prosa. Ihre bekanntesten Romane sind Die Personenperson und Schöner Tag, dieser 13.
Königs Buch Die Personenperson gilt als wichtiges und überzeugendes Werk, das die Autorin gleich sehr bekannt gemacht hat, ihr zwei Preise einbrachte und unter anderen von Karl Krolow und Heinrich Vormweg rezensiert wurde. Die Hauptperson spiegelt sich in diesem Buch in vielen weiteren Figuren als Varianten ihres Ichs wider und offenbart dadurch, gleichsam als multiple Persönlichkeit, in deren Geschichten erst die ganze Wahrheit der Protagonistin, einer Frau, die sich um ihre Emanzipation bemüht. Das wird amüsant beschrieben und ist auf eine poetische Weise miteinander verwoben.
Auch ihr 1973 erschienener Roman Schöner Tag, dieser 13. beschreibt einen Selbstfindungsprozess. Die Ich-Erzählerin, eine Autorin, schildert anhand von Tagebuchnotizen ihre Ehe, deren Scheitern und ihre Liebe zu anderen Männern. Es ist ein Ausbruch aus der Bürgerlichkeit und der Rolle der Frau der Nachkriegsjahre. Mittellos versucht sie, in Paris zu überleben, trifft dort auf Günter Grass und Paul Celan – ein weitgehend autobiografisches Buch, das von ihren Schreibversuchen berichtet und ihren Bemühungen, Klarheit über sich selbst zu finden.

## Werke

### Bücher
- Das Kind und sein Schatten. Erzählung. Hanser, München 1958 (1984 als Ullstein Tb. 26103. ISBN 978-3548261034)
- Kies. Roman. Hanser, München 1961 (1980 als Ullstein-Tb. Nr. 26029. ISBN 3-548-26029-2)
  - Französische Übersetzung: Un Air de flûte. Edition du Seuil, Paris 1963
  - Serbokroatische Übersetzung. Zora, Zagreb 1965
  - Polnische Übersetzung: Żwir. Warschau 1966
- Die Personenperson. Roman. Hanser, München 1965 (zuletzt: DTV, München 2003. ISBN 3-423-13036-9)
  - Polnische Übersetzung: Kaźde nowe spotkanie. Warschau 1967
  - Englische Übersetzung: Our house. Hydra Books. Northwestern Univ. Press, Evanston 1998. ISBN 0-8101-1512-3
  - Tschechische Übersetzung: Osobosoba. Havran. Prag 2002. ISBN 80-86515-08-7
- Spielerei bei Tage. Erzählungen. Hanser, München 1969
- Schöner Tag, dieser 13. Ein Liebesroman. Hanser, München 1973. ISBN 3-446-11719-9
- Die Wichtigkeit, ein Fremder zu sein. Der Schriftsteller und die Distanz. Akademie der Wissenschaft und der Literatur Mainz. Wiesbaden 1979. ISBN 3-515-03256-8
- Der Beschenkte. Roman. Hanser, München und Wien 1980. ISBN 3-446-12839-5
  - Engl. Übersetzung: The beneficiary. Northwestern Univ. Press, Evanston 1993. ISBN 0-8101-1105-5
- Übergänge. Weilheimer Hefte zur Literatur.7. Weilheim 1982.
- Ich bin ganz Ohr. Hörspiele. Mainzer Reihe. 60. von Hase und Koehler, Mainz 1985. ISBN 3-7758-1068-4
- Barbara König: Deutsch-tschechischer Almanach. Adalbert-Stifter-Verein. München 1992. ISBN 978-3-9263-0326-4
- „Ich habe einen starken Hang zum Spiel“. Erinnerungen an Hans Werner Richter. Hanser, München 1993. ISBN 3-446-99120-4
- Hans Werner Richter. Notizen einer Freundschaft. Hanser, München und Wien 1997. ISBN 3-446-18974-2
- Barbara König: Man lernt immer wieder dazu. Bibliographie und ausgewählte Texte (Mainzer Bibliographien). Hrsg.: Bernd Goldmann. Mainz 2013, ISBN 978-3-9812182-6-8.
- Barbara König: Mein schönes, grausames Märchen. Böhmische Notizen. Hrsg.: Bernd Goldmann. Be&Be, Heiligenkreuz 2020, ISBN 978-3-903118-28-7.

### Hörspiele
- Abschied von Olga (1969)
- Böhmische Gänse (1970)
- Ich bin ganz Ohr (1971)
- Dreimal Zeit (1973)
- Ich und ihr, die ich mal war (1976)

### Filme
- 1969: Abschied von Olga (Fernsehfilm)
- 1979: Die Magermilchbande (Fernsehserie, zwei Folgen)

## Auszeichnungen
- 1962: Literaturpreis des Kulturkreises im Bundesverband der deutschen Industrie
- 1966: Förderpreis der Stadt München; Charles-Veillon-Preis[3]
- 1970: Ehrengabe des Andreas-Gryphius-Preises
- 1982: Ohio State Award
- 1983: Tukan-Preis der Stadt München
- 1985: Ehrengabe des Kulturkreises im BDI
- 1994: Verdienstkreuz am Bande der Bundesrepublik Deutschland
- 2005: Bayerischer Verdienstorden